# Joseph Kornhäusel

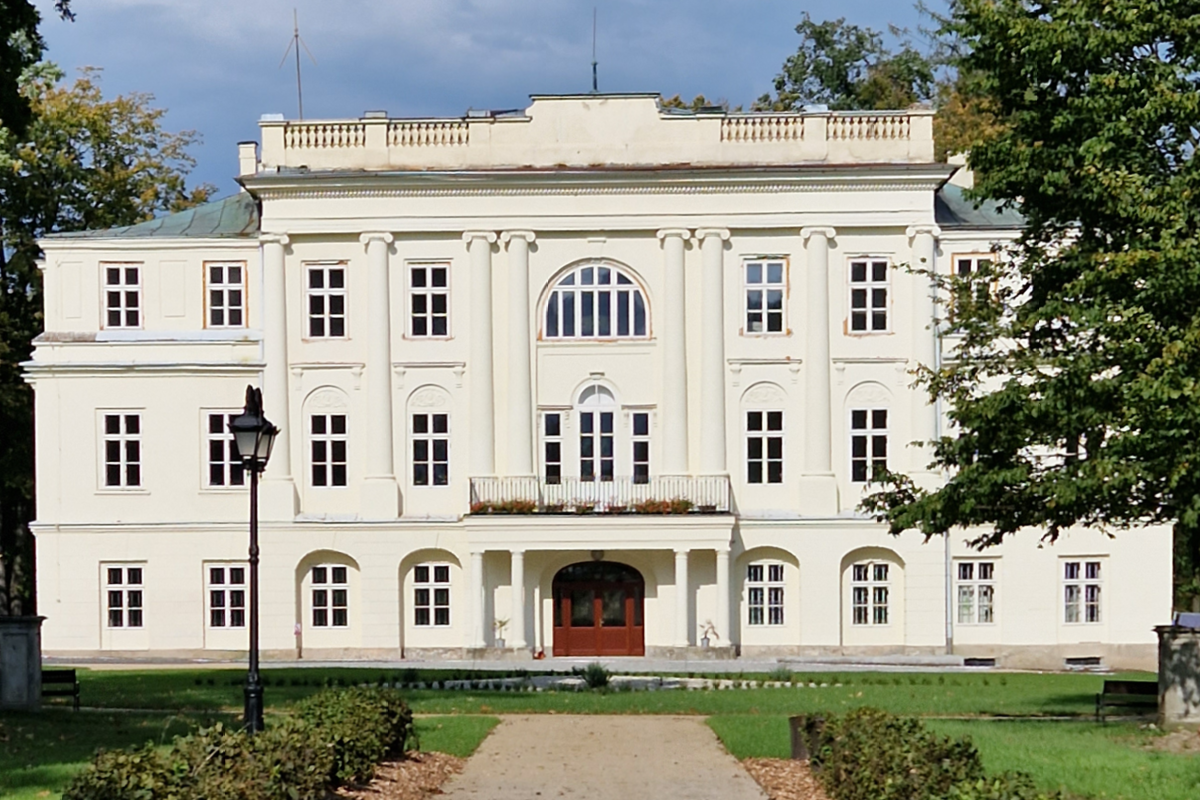
Pałac w Gnojniku

Joseph Kornhäusel (ur. 13 listopada 1782 w Wiedniu, zm. 31 października 1860 tamże) – austriacki architekt.
Był synem murarza. Studiował architekturę w Wiedniu. W 1806 bezskutecznie ubiegał się o katedrę architektury na Uniwersytecie Jagiellońskim w Krakowie.

## Ważniejsze prace
- Domy czynszowe w Baden koło Wiednia (1804);
- Kornhäusel-Villa w Wiedniu (1804);
- Circus gymnasticus na Praterze w Wiedniu (1808);
- Teatr w Heilbad Heiligenstadt;
- Pawilony ogrodowe w zespole pałacowym w Lednicach (1812);
- Husarentempel koło Mödling (1813);
- Teatr i ratusz w Eisgrub koło Wiednia (1815);
- Zamek Weilburg w Baden (1820-1823;
- Teatr w Josefstadt, Wiedeń (1822);
- Kornhäuselturm, Wiedeń (1825-1827);
- Zameczek myśliwski Vlčí kopec (Heinrichslust) koło wsi Kladeruby nad Oslavou na Morawach (1829-1830);
- Teatr Morawski w Ołomuńcu (1830);
- Pałac w Gnojniku na Śląsku Cieszyńskim;
- Pałac w Błędowicach Dolnych na Śląsku Cieszyńskim;
- Pałac myśliwski w Cieszynie (1838-1849);
- Browar książęcy w Cieszynie.